# Lepidochrysops mcgregori
McGregor’s Blue (Lepidochrysops mcgregori) là một loài bướm ngày thuộc họ Bướm xanh. Nó được tìm thấy ở Nam Phi, nơi nó được tìm thấy ở Succulent Karoo of the North Cape.
Sải cánh dài 28–32 mm đối với con đực và 30–33 mm đối với con cái. Con trưởng thành bay từ late tháng 8 đến đầu tháng 10. Có một lứa một năm.